# Radomir Putnik
Radomir Putnik, noto anche come Vojvoda Putnik in serbo Радомир Путник - Војвода Путник? (Kragujevac, 24 gennaio 1847 – Nizza, 17 maggio 1917), è stato un generale e politico serbo.

## Biografia

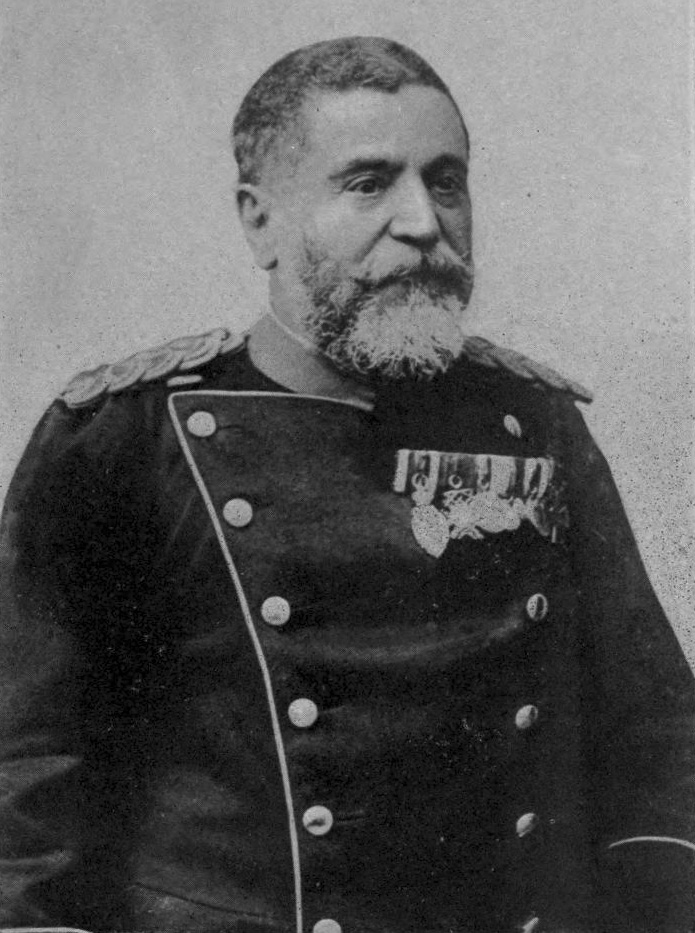
Radomir Putnik durante la prima guerra mondiale

La famiglia di Putnik era una di quelle che scappò, con migliaia di altri Serbi, dal Kosovo verso l'Impero Asburgico durante la grande migrazione dei Serbi nel 1690. Essi ritornarono in Serbia dopo la sua indipendenza dall'Impero ottomano nella metà del diciannovesimo secolo. Il padre di Putnik, Dimitrije, era un insegnante di Kragujevac città in cui Radomir intraprese e completò la sua educazione elementare. Frequentò la scuola di artiglieria (precorritrice della moderna Accademia Militare) a Belgrado dove si diplomò nel 1863 piazzandosi ottavo nel suo corso. Nel 1879 sposò Ljubica Bojović, la sorella di Radivoje Bojović che diventò successivamente ministro degli affari militari e figlia del colonnello Todor Bojović e di Jelena Tadić. Putnik era conosciuto come un uomo ascetico, introverso e gran fumatore; tuttavia aveva una grande capacità decisionale nei problemi professionali. Si distinse sul campo di battaglia durante la guerra combattuta dai Serbi contro gli Ottomani tra il 1876 e il 1877. Fu l'unità militare sotto il suo comando a prendere Gnjilane e Gračanica in Kosovo nelle fasi finali della seconda guerra serbo-ottomana.
Nel 1903 era stato nominato generale; si distinse durante la prima guerra mondiale diventando anche voivoda (feldmaresciallo).
La sua carriera sali vertiginosamente dopo la caduta degli Obrenović nel 1903: in precedenza era stato epurato e messo a riposo. Dal 1906 quando divenne ministro della guerra iniziò una riforma dell'esercito che lo renderà così efficace da tenere in scacco gli austriaci per lungo tempo.
Ufficiale intelligente, si distinse durante le guerre balcaniche. Dopo aver ricacciato gli austriaci al di là delle frontiere nella battaglia di Kolubara (dicembre 1914), si rese conto che il suo esercito non avrebbe potuto resistere molto a lungo in una guerra di posizione se gli alleati non l'avessero aiutato con i rifornimenti attraverso il porto di Salonicco e la ferrovia del Vardar.
L'entrata in guerra dell'Italia il 24 maggio 1915 fece scendere la pressione nemica alla frontiera, nello stesso tempo i serbi non attaccarono per distogliere truppe nemiche dal fronte italiano per motivi di contrasto sulle promesse fatte dagli alleati al governo italiano riguardanti l'annessione della Dalmazia.
Malgrado ciò l'esercito di Putnik fu attaccato nell'autunno del 1915 da forze ingenti degli imperi centrali e costretto a cedere e ritirarsi verso i porti albanesi. Giunto in Italia il generale si trasferì successivamente in Francia. Nove anni dopo la sua morte le sue spoglie furono riportate a Belgrado.